# Чисте Озеро (Новосибірська область)
Чисте Озеро (рос. Чистое Озеро) — присілок у Венгеровському районі Новосибірської області Російської Федерації.
Входить до складу муніципального утворення Туруновська сільрада. Населення становить 123 особи (2010).

## Історія
Згідно із законом від 2 червня 2004 року органом місцевого самоврядування є Туруновська сільрада.

## Населення
| 2002 | 2007 | 2010 |
| ---- | ---- | ---- |
| 180  | ↘156 | ↘123 |